# 第一蘇格蘭鐵路
第一蘇格蘭鐵路（First ScotRail）是蘇格蘭的一家鐵路客運公司。其所有者是第一集團（FirstGroup）。公司自2004年10月17日開始營運蘇格蘭鐵路的專營權。第一蘇格蘭鐵路提供城際運輸和長距離鐵路客運服務，其中一些路線跨境行駛至英格蘭，包括了加勒多尼臥舖列車（Caledonian Sleeper，是英國現在僅有的兩個臥舖列車）。在第一集團擁有的全部鐵路公司中，第一蘇格蘭鐵路是規模最大的。
第一蘇格蘭鐵路的專營權於2015年3月31日結束，由阿貝里奧蘇格蘭鐵路接手營運。

## 外部連結
- ScotRail: Scotland's Railway （页面存档备份，存于）